# José Luiz Ferreira Salles
José Luiz Ferreira Salles CSsR (* 23. Januar 1957 in Itirapina, São Paulo) ist ein brasilianischer Geistlicher und römisch-katholischer Bischof von Pesqueira.

Wappen von José Luiz Ferreira Salles.

## Leben
José Luiz Ferreira Salles trat der Ordensgemeinschaft der Redemptoristen bei, legte am 27. Januar 1985 die Profess ab und empfing am 14. Dezember 1985 die Priesterweihe.
Papst Benedikt XVI. ernannte ihn am 1. Februar 2006 zum Weihbischof in Fortaleza und Titularbischof von Tipasa in Numidia. Der Erzbischof von Fortaleza, José Antônio Aparecido Tosi Marques, spendete ihm am 17. März desselben die Bischofsweihe; Mitkonsekratoren waren José Carlos de Oliveira CSsR, Erzbischof von Rubiataba-Mozarlândia, und Sérgio da Rocha, Weihbischof in Fortaleza. Als Wahlspruch wählte er DEUS É AMOR.
Am 15. Februar 2012 wurde er zum Bischof von Pesqueira ernannt.